# Liste der Monuments historiques in Saulvaux
Die Liste der Monuments historiques in Saulvaux führt die Monuments historiques in der französischen Gemeinde Saulvaux auf.

## Liste der Objekte
| Bezeichnung                     | Beschreibung | Standort                                             | Kennzeichnung | Schutzstatus | Datum | Bild |
| ------------------------------- | --- | ---------------------------------------------------- | ------------- | ------------ | ----- | ---- |
| Panzertür                       | Schmiedeeisen, 18. Jahrhundert; eventuell aus dem Château de Boviolles                                                           | Vaux-la-Petite, in der Kirche St-Julien (Lage)       | PM55001089    | Classé       | 1994  |      |
| Epitaph für Antoine Grégoire    | Kalkstein, bezeichnet 1692 | Vaulx-la-Grande, in der Kirche St-Martin (Lage)      | PM55002449    | Inscrit      | 1996  |      |
| Skulptur Madonna mit Kind       | Stein, 16. Jahrhundert | Saulx-en-Barrois, in der Kirche St-Christophe (Lage) | PM55000561    | Classé       | 1907  |      |
| Skulptur Heiliger Christophorus | Stein, farbig gefasst, 18. Jahrhundert; stark fragmentiert                                                                       | Saulx-en-Barrois, in der Kirche St-Christophe (Lage) | PM55000562    | Classé       | 1961  |      |
| Goldener Ornat                  | Kasel, Manipel, Stola und Bursa; Seide, bestickt, 19. Jahrhundert; im Centre départemental d’art sacré in Saint-Mihiel deponiert | Vaux-la-Petite, in der Kirche St-Julien (Lage)       | PM55002450    | Inscrit      | 1992  |      |
| Skulptur Unterweisung Mariens   | Kalkstein, 16. Jahrhundert; 1981 gestohlen                                                                                       | Saulx-en-Barrois, in der Kirche St-Christophe (Lage) | PM55002339    | Inscrit      | 1979  |      |